# 21 novembre 2016
Le lundi 21 novembre 2016 est le 326e jour de l'année 2016.

## Décès
- Jean-Claude Risset (né le 13 mars 1938), compositeur français
- Masatoshi Kurata (né le 10 juillet 1939), personnalité politique japonaise
- Matthias Mauritz (né le 13 novembre 1924), footballeur allemand
- Michał Żarnecki (né le 12 novembre 1946), ingénieur du son polonais
- René Vignal (né le 12 août 1926), footballeur français
- Vladimir Semyonov (né le 10 mai 1938), joueur de water-polo soviétique
- Yahia el-Gamal (né le 15 août 1930), homme politique égyptien

## Événements
- Attentat de la mosquée Baqir Al-Olum de Kaboul
- Sortie du jeu vidéo Gunhouse
- Publication de la lettre apostolique Misericordia et misera du pape François